# Opel OHV
Opel OHV (также известный как Kadett и Viva) — рядный четырёхцилиндровый бензиновый двигатель внутреннего сгорания, выпускавшийся компанией Opel с 1962 по 1993 год. Являлся первым двигателем Opel, разработанным в Германии после Второй Мировой войны.

## 1.0
- Объём: 993 см3
- Диаметр цилиндра: 72 мм
- Ход поршня: 61 мм
- Мощность: 29—35 кВт (40—48 л. с.)
- Иные обозначения: 10N, 10S

### Применения

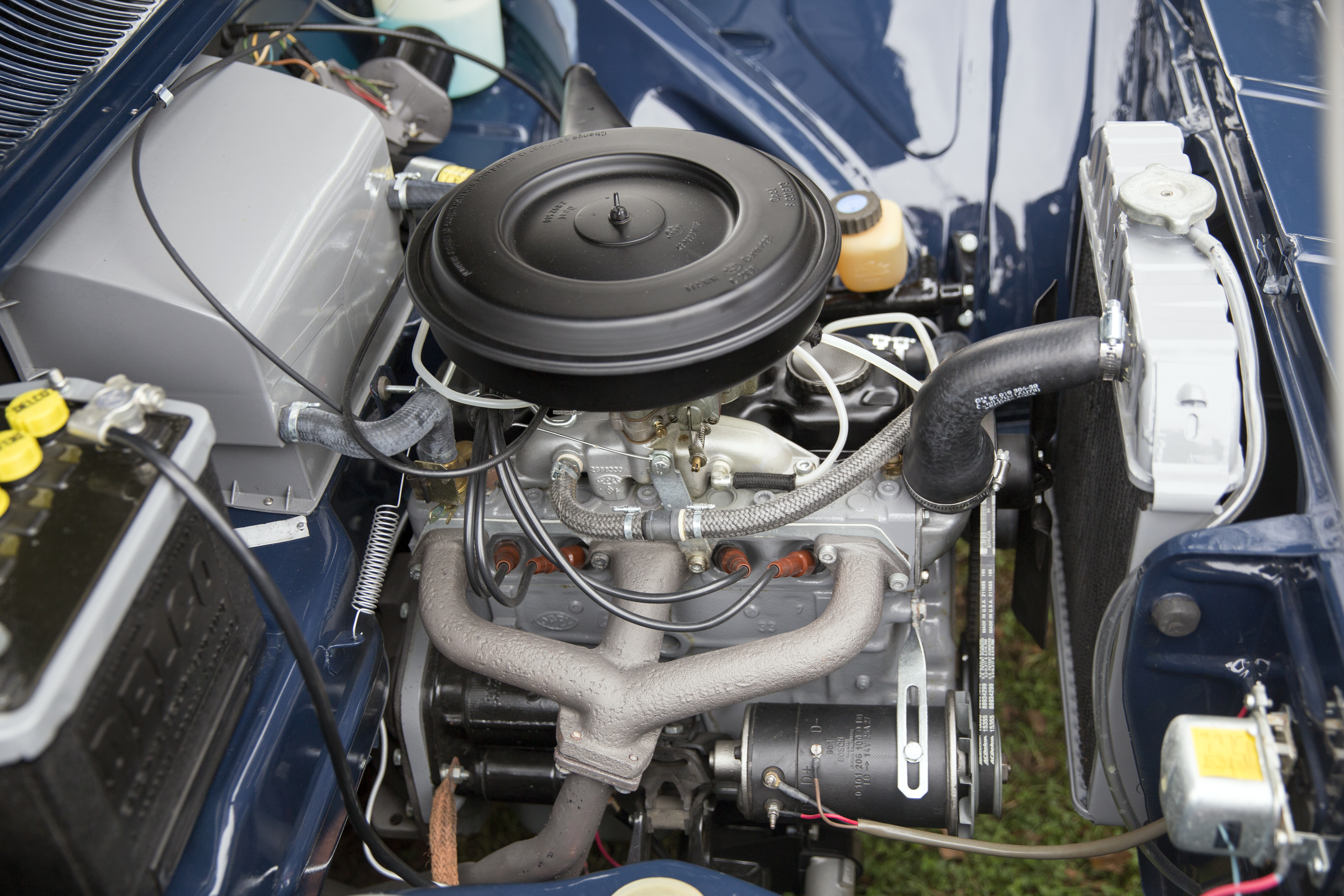
Двигатель 11S в Opel Kadett L (1967)

- 1962—1965 Opel Kadett A
- 1973—1979 Opel Kadett C
- 1979—08.1981 Opel Kadett D
- 09.1982—1992 Opel Corsa A/Vauxhall Nova

## 1.1
- Объём: 1078 см3
- Диаметр цилиндра: 75 мм
- Ход поршня: 61 мм
- Мощность: 33—44 кВт (45—60 л. с.)
- Иные обозначения: 11N, 11S, 11SR

### Применения
- 1965—1973 Opel Kadett B
- 1967—1970 Opel Olympia A
- 1968—1970 Opel GT 1100

## 1.2
- Объём: 1196 см3
- Диаметр цилиндра: 79 мм
- Ход поршня: 61 мм
- Мощность: 37—44 кВт (50—60 л. с.)
- Иные обозначения: 12N, 12S

### Применения
- 1971—1973 Opel Kadett B
- 1973—1979 Opel Kadett C
- 1979—1984 Opel Kadett D/Chevrolet Kadett (ZA)/Vauxhall Astra Mk 1
- 1984—1988 Opel Kadett E/Vauxhall Astra Mk 2
- 03.1972—1975 Opel Ascona A
- 1975—1980 Opel Ascona B/Vauxhall Cavalier Mk 1
- 1972—1975 Opel Manta A
- 1975—1979 Opel Manta B
- 1982—1993 Opel Corsa A/Vauxhall Nova (также с катализатором и мощностью 33 кВт (45 л. с.))